# Museo de Arte Valencia
El Museo de Arte Valencia (MUVA) es un museo de titularidad estatal ubicado en la ciudad de Valencia, Venezuela. Fue creado en enero de 2014, y desde entonces es gestionado por la Fundación Museos Nacionales de ese país.
El museo tiene por objetivo la preservación del patrimonio artístico del estado Carabobo, a fin de reforzar los vínculos de la ciudadanía con el arte en todas sus manifestaciones, incorporándolo a su cotidianidad en un proceso de formación didáctica integral.